# Грац, Леопольд
Леопольд Грац (нем. Leopold Gratz; 4 ноября 1929, Вена — 2 марта 2006, там же) — австрийский политик. Почётный гражданин Вены.

## Биография
Изучал право, был членом Социал-демократической партии Австрии (SPO). В 1963—1966 годах был членом Федерального совета, в 1970—1971 годах — федеральным министром образования и искусств. В 1966—1973 годах был членом Национального совета Австрии и в 1986—1989 годах — первым президентом Национального совета Австрии, в 1971—1973 годах в качестве лидера группы социалистов в парламенте Австрии.
В 1973—1984 годах Леопольд Грац занимал должность мэра Вены и возглавлял муниципальное правительство Вены. В 1976 году стал председателем венской секции Социал-демократической партии Австрии. С 1984 по 1986 год был министром иностранных дел, а с 1986 по 1989 год первым президентом Национального совета Австрии. Срок его полномочий как мэра Вены был омрачён делом «Bauring» и скандалом вокруг строительства больницы общего профиля в Вене.
Он решил уйти из правительства в 1989 году, после очередного скандала — дела «Луконы»: как второй по рангу политик Австрии, Грац пытался защитить своего близкого друга — предпринимателя Удо Прокша, который был признан виновным в страховом мошенничестве, повлекшем гибель шести человек. Прокш получил пожизненное заключение.
Впоследствии Грац отказался от политической деятельности, он оставался членом партии исполкома SPO Вены, а также президентом Международной конференции по Кампучии (ICK) по просьбе Организации Объединённых Наций.
В 1979 году Леопольд Грац был награждён орденом Большого креста ордена Святого Сильвестра папой Иоанном Павлом II. В 1995 году Леопольду Грацу присвоили звание почётного гражданина Вены. Умер от инфаркта и похоронен на Центральном кладбище Вены. В 2010 году площадь за австрийским парламентом в центре Вены была названа в честь Леопольда Граца (нем. Leopold-Gratz-Square).